# Pau de Bellviure

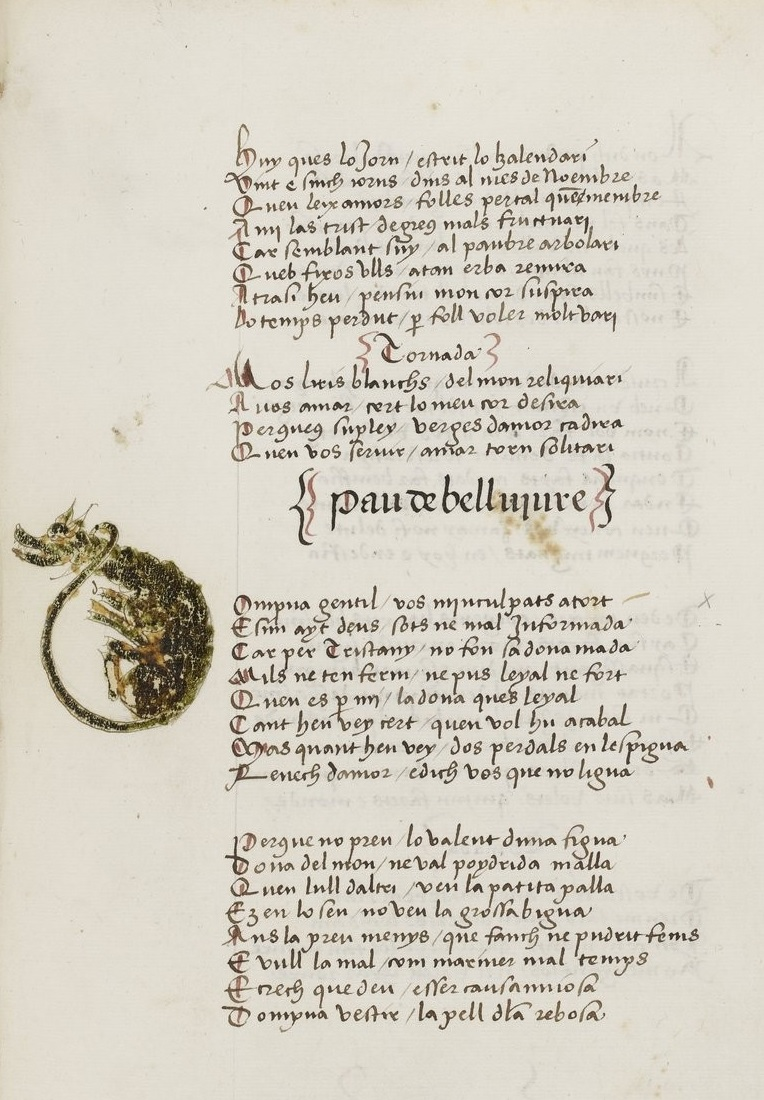
El maldit de Pau en el Cançoneret d'amor

Pau de Bellviure fue un poeta catalán que vivió entre los siglos XIV y/o XV. Para los escritores catalanes y españoles del Renacimiento era un modelo de gran fama gracias al amor cortés que mostraba en sus poemas. Pere Torroella lo incluye entre los "doctores" de la poesía. De acuerdo con Ausiàs March, el amor por su propia mujer lo hizo volver loco, por lo que se rompió el cuello y murió, convirtiéndose así en un mártir del amor.

## Nomenclatura
"Pau de Bellviure" podría ser un pseudónimo, en cuyo caso su nombre de pila es desconocido. En algunos manuscritos se le ha llamado Benviure, el nombre de un famoso linaje. El castillo de Benviure más tarde demolido y reconstruido en otro castillo, una finca de la familia March. En su Prohemio a carta, el Marqués de Santillana comienza el estudio de la historia del verso catalán con Guilhem de Berguedan y "Pao de Benbibre". Hay una mención de un Pau, hijo de Pere de Benviure, secretario de Juan I de Aragón, que murió en 1417 sin descendencia, pero este probablemente no sea el poeta. Según Guerau de Maçanet, Pau fue miembro de las nobles familias Rocabertí o Cabrera. 
En cambio el manuscrito Històries e conquestes del realme d'Aragó e Principat de Catalunya parece indicar que el apellido Benviure no fue tal que el de Bellviure, convirtiendo a Pau en heredero del castillo. Esta opción es muy probable, ya que Pau de Bellviure fue nombrado caballero. Por otra parte el apellido llega a un grupo de judíos conversos de Valencia.

## Obra
Solo un poema completo, Dompna gentil, vos m'enculpats a tort, sobrevive a pesar de la posterior fama de Pau. Es un maldit en la que ataca a su mujer por su infidelidad. Un fragmento, Per fembre fo Salamo enganat, de un poema perdido de Pau se conserva en la Conhort de Francesc Ferrer. En este fragmento de Pau se enumeran los nombres de hombres famosos que fueron víctimas de las mentiras de la mujer: Salomón, David, Sansón, Adán, Aristóteles, Virgilio, Juan el Bautista, y Hipócrates. En ambos largos fragmentos, Pau aparece como misógino, pero su tratamiento de la luz de corazón de la materia y su uso de la ironía aseguró su popularidad. No se sabe si realmente murió de amor o es una leyenda que simplemente se levantó de su referencia de la mort qui.m corre (la muerte que me persigue) en Dompna gentil.